# Eunidia philippinarum
Eunidia philippinarum är en skalbaggsart som beskrevs av Aurivillius 1922. Eunidia philippinarum ingår i släktet Eunidia och familjen långhorningar.
Artens utbredningsområde är Filippinerna. Inga underarter finns listade i Catalogue of Life.